# Pruno (Haute-Corse)
Pruno település Franciaországban, Haute-Corse megyében. Lakosainak száma 176 fő (2022. január 1.). Pruno Casalta, Penta-di-Casinca, Pero-Casevecchie, Porri, San-Damiano, San-Gavino-d’Ampugnani, Taglio-Isolaccio és Velone-Orneto községekkel határos.

## Népesség
A település népességének változása:
| Lakosok száma | 245  | 145  | 129  | 196  | 186  | 172  | 175  | 183  | 181  | 176  |
|               | 1968 | 1982 | 1990 | 2006 | 2011 | 2016 | 2017 | 2019 | 2020 | 2022 |